# TAI T-129

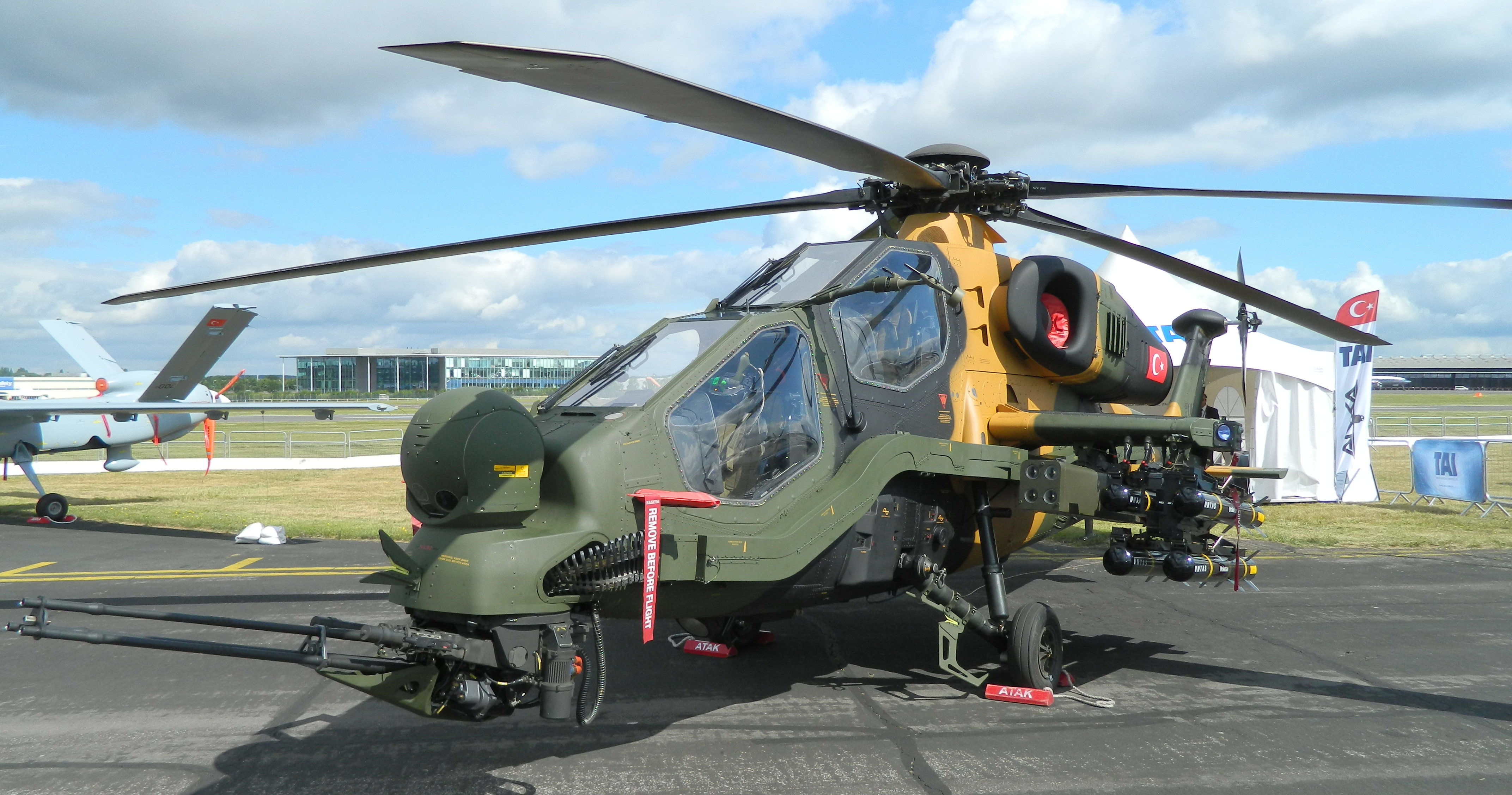
TAI T129

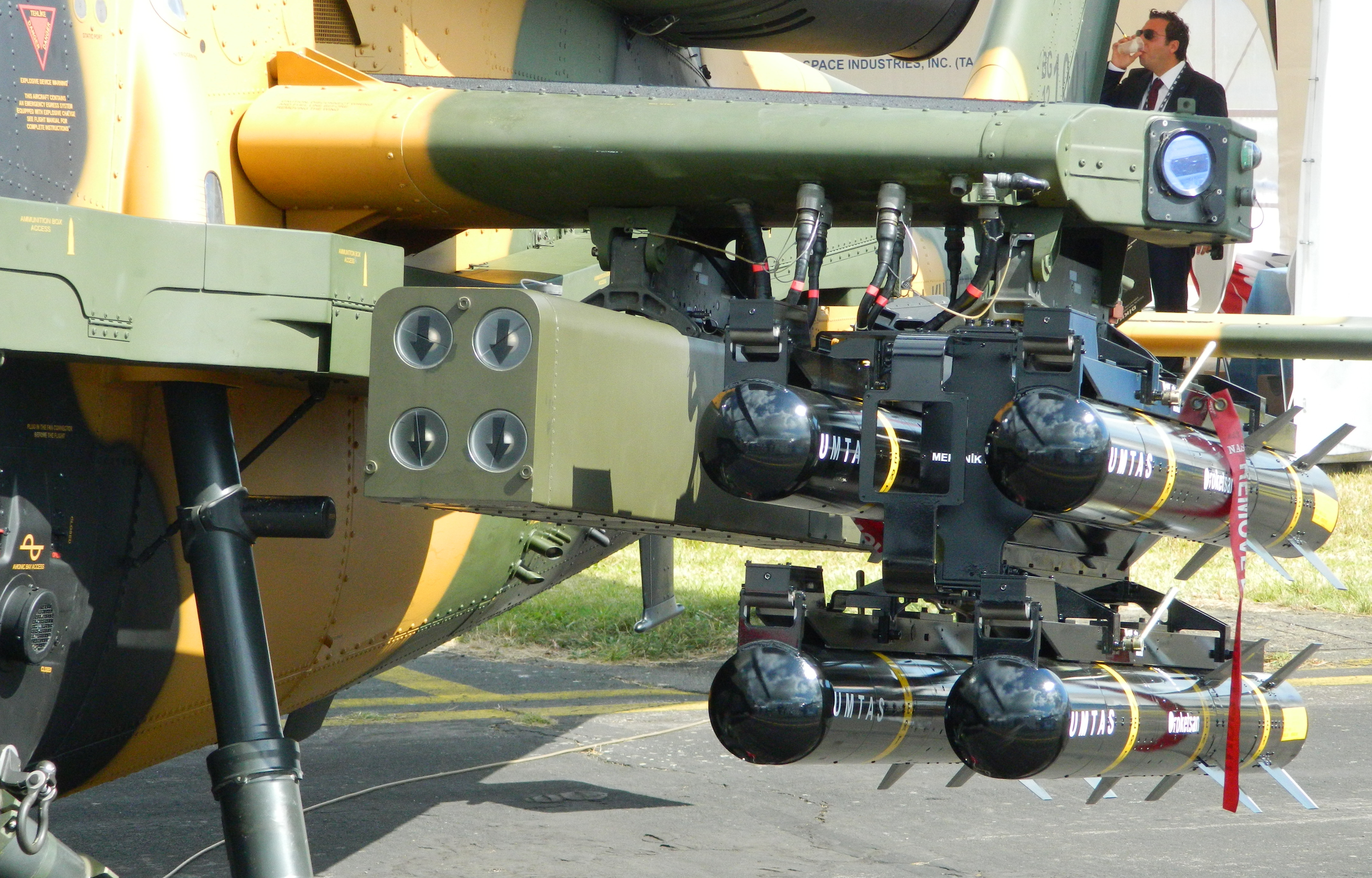
TAI T-129 공격헬기에 장착된 UMTAS 대전차 미사일

TAI T-129는 터키의 TAI가 개발중인 공격형 헬리콥터이다. 2009년 9월 28일 초도비행에 성공했으며, 현재 양산형을 개발중이다. 1983년 초도비행한 이탈리아의 A129 망구스타를 합작개발 형식으로 튀르키예에서 다시 개발하는 사업이다.

## 역사
이탈리아는 8톤 레오나르도 헬리콥터 AW249를 5톤 TAI T-129의 후속기종으로 공동개발하자고 제안했다.

## 개발
2007년 3월 터키정부는 아구스타웨스트랜드사와 협의하여 A129 헬리콥터 51대(+40 옵션)을 구매하기로 결정하였다고 공식 발표하였다. A129 인터내셔널을 바탕으로 TAI가 튀르키예에서 T129로 조립할 것이다. 거래액은 30억 달러로 보도되었다. 2007년 9월 최종 계약에 서명했다. 2008년 6월 TAI와 아구스트웨스트랜드 사이의 협정이 공식적으로 실행에 들어갔다. T129는 100% 터키 생산 플랫폼으로 될 것을 확인했다. 협정하에, TAI는 독자적인 임무 컴퓨터, 항공전자장치, 무기 시스템, 자기 보호 슈트, 헬멧 장착 신호 시스템을 개발할 것이다. TEI는 LHTEC CTS800-4N 엔진을 면허 생산할 것이다. 터키는 T129에 대한 전체 마케팅과 지적재산권을 갖는다. 또한 제3국으로 플랫폼을 수출하거나 이전하는데 어떠한 제한도 부과되지 않는다. (이탈리아와 영국 제외)
터키는 한국이 T-129를 수입하면, KFX를 사주겠다는 제안을 했다.

## 변경 사항
T129는 터키군의 요구에 따라 A129보다 몇가지 중요한 개선점이 있다.
- T129는 Roketsan이 개발한 12개 UMTAS 대전차 미사일 휴대(헬파이어2와 비슷한 터키 독자 개발품)
- 최대 공중정지 고도가 20% 증가한 더욱 강력한 LHTEC T800 (CTS800-4) 엔진
- 파일론 외부에 추가된 스팅어 AA 미사일을 위한 2개의 발사대(총 4개까지 휴대가능)
- 아파치 롱보우에서 사용하는 것과 비슷한 마스트 레이다. TUC-1 마스트 레이다는 탐색구조(SAR) 능력을 가지는 이스라엘 엘타(ELTA)사의 감시 타게팅 레이다에 바탕을 둔다. 이 레이다는 적어도 30km부터 지상과 해상에 있는 목표물을 확인할 수 있다. TUC-2 마스트 레이다는 독자 개발될 것이다.

T-129 공격 헬기 51대는 아래와 같이 할당된다.
- 헬기 1대는 터키 국방부에 가져가서, 체계 개발을 위한 테스트베드로 사용될 것이다.
- 나머지 50대의 헬기는 터키 군에 전달될 것이다. 필요하다면 옵션으로 40대가 더 생산될 수 있다.
- 50대의 T129는 TUC-1과 TUC-2의 두가지 다른 형태가 될 것이다.(TUC: Turkish Configuration, 터키형태)

50대 중 처음 30대는 TUC-1, 나머지 20대는 TUC-2가 된다.
- T-129 TUC-1 (처음 30대)
  - 독자적인 미션 컴퓨터
  - 독자적인 전자전과 대응책
  - 야간항법장비 Aselsan AselFLIR-300
  - 외국산 헬멧 마운티드 디스플레이(엘빗 또는 탈레스 제품)
  - 외국산 미사일 (헬파이어2 또는 스파이크-ER)

- T-129 TUC-2 (나머지 20대)
  - 독자적인 미션 컴퓨터
  - 독자적인 전자전과 대응책
  - 야간항법장비 Aselsan AselFLIR-300
  - 터키산 Aselsan AVCI 헬멧 장착 시현 시스템
  - 터키산 Roketsan UMTAS 미사일
  - 터키산 70 mm(2.75") 레이저 유도 로켓 Roketsan Cirit

## 제원 (T-129)
정보의 출처: TAI T-129 brochure AgustaWestland T-129 Data
일반 특성
- 승무원: 2 pilots
- 길이: 14.6 m (47 ft 11 in)
- 로터직경: 11.90 m (39 ft 0 in)
- 높이: 3.4 m (11 ft 2 in)
- 원판면적: 111.22 m² (1,197.25 ft²)
- 최대이륙중량: 5,000 kg (11,023 lb)
- 엔진: 2× LHTEC CTS800-4A turboshaft, 1,014 kW (1,361 shp)  각각
- Rotor systems: 5 blades on main rotor

성능
- 순항속도: 269 km/h (145 knots, 167 mph)
- 항속거리: 561 km (303 nmi, 341 mi)
- 최대항속거리: 1,000 km (540 nmi, 620 mi)
- 상승한도: 6,096 m (20,000 ft)
- 상승률: 14.0 m/s (2,750 ft/min)

무장
- 기관포: 1× 20 mm 3 배럴 개틀링 기관포 (500발)
- 로켓: 4 포드
  - 38× 81 mm (3.19 in) 무유도 로켓
  - 76× 70 mm (2.75 in) 무유도 로켓
  - 12.7 mm (0.50 in) 기관총 포드
- 미사일: 

  - 8× AGM-114 헬파이어, BGM-71 토우, 히드라 70, 스파이크-ER, UMTAS 대전차 미사일
  - 12× 로켓산 시릿 대전차 미사일
  - 4-8× AIM-92 스팅어, 미스트랄, AIM-9 사이드와인더 공대공 미사일

## 같이 보기
- A129 망구스타
- 한국형 공격헬기 사업